# Topolino e lo scienziato pazzo
Topolino e lo scienziato pazzo (The Mad Doctor) è un film del 1933 diretto da David Hand. È un cortometraggio animato della serie Mickey Mouse, prodotto da Walt Disney Productions e uscito negli Stati Uniti il 20 gennaio 1933, distribuito da United Artists.
I toni horror del corto lo resero insolito per un cartone animato di Topolino. Alcuni cinema rifiutarono di proiettarlo, credendo che fosse troppo spaventoso per i bambini. Una volta, per questo motivo, venne vietato interamente in Inghilterra.

## Trama
Un misterioso scienziato pazzo, il dottor XXX, cattura Pluto, il cane di Topolino. Il protagonista cerca di salvarlo prima che il dottore possa eseguire il suo grottesco esperimento: attaccare la testa di Pluto al corpo di un pollo in modo da vedere se un cucciolo di pollo ibrido possa uscire da un uovo. Topolino si fa strada attraverso trappole esplosive e scheletri animati prima di essere scoperto e legato ad un tavolo per essere tagliato in due da una sega circolare. Prima che ciò accada, Topolino si sveglia improvvisamente nel suo letto. Non essendosi ancora reso conto che gli eventi erano solo un incubo, Topolino chiama Pluto, che gli salta con entusiasmo sul letto con la sua cuccia e la catena ancora attaccata al collare.

## Edizioni home video

### DVD
Il cortometraggio è incluso nel DVD Walt Disney Treasures: Topolino in bianco e nero.

## Altri media
La trama del film fu espansa in una serie di tavole quotidiane pubblicate tra il 12 novembre 1932 e il 10 febbraio 1933, dal titolo Topolino e Orazio nel castello incantato (Mickey Mouse in Blaggard Castle). In questa versione, Topolino è accompagnato nel castello da Orazio e il personaggio del dottor XXX è scisso in tre diversi scienziati pazzi, Acca, Kappa e Zeta.
Il dottor XXX ha un cameo nel corto di Roger Rabbit Tummy Trouble, dove viene visto in una foto.
Topolino e lo scienziato pazzo è la base e il titolo del secondo livello del videogioco Topolino e le sue avventure; una rappresentazione del livello è utilizzato come copertina per il gioco.
Il dottor XXX riappare nei videogiochi Epic Mickey - La leggendaria sfida di Topolino e il suo sequel Epic Mickey 2: L'avventura di Topolino e Oswald. Nel primo è un antagonista secondario, mentre nel secondo è quello principale.